# Du domaine des fables
Du domaine des fables (en tchèque :  V řiši bájí) est la première pièce pour piano de Vítězslava Kaprálová, datant d'octobre 1924, alors qu'elle n'a que neuf ans.

## Contexte
Vítězslava Kaprálová compose sa première pièce pour piano à l'âge de neuf ans, alors qu'elle suit les cours de l'école élémentaire de la Slovanské náměsti de Královo Pole. La pièce paraît plus tardivement dans le recueil De mes premières compositions (en tchèque : Z mých nejranějších skladeb).

## Analyse
La pièce fait une cinquantaine de mesures, mais comporte plusieurs épisodes narratif que nous donne en clair la compositrice. Ainsi, elle commence avec « La Nuit » (en tchèque : Noc) donnée par un balancement obstiné de quarte augmentée dans le grave. Nicolas Derny suppose que la compositrice est « surtout attirée par le parfum d'interdit que véhicule le triton ». Viennent ensuite les « Spectres » (en tchèque : Příšery), où un mi bémol avec ornement est répété sur trois octaves différentes, de la mesure 3 à la mesure 10. Cette errance spectrale est ensuite interrompue par la « Danse des ondines » (en tchèque : Rusalky tančí), une valse lente et diatonique dans la tonalité d'ut majeur. Cette danse est elle-même interrompue par un « Éclair » (en tchèque : Blesk), en dissonnances de secondes majeures, qui annonce la « Tempête » (en tchèque : Bouře) où la main gauche joue des grondements chromatiques. Ce grondement revient dans la « Tristesse d'une nymphe » (en tchèque : Smutek rusalky) qui se retrouve bien vite égayée d'une autre valse en ut majeur : « Les Fées accourent et s'amusent en dansant » (en tchèque : Víly přibĕhnou a tĕší ji tancem).